# Marchesato di Ponzone

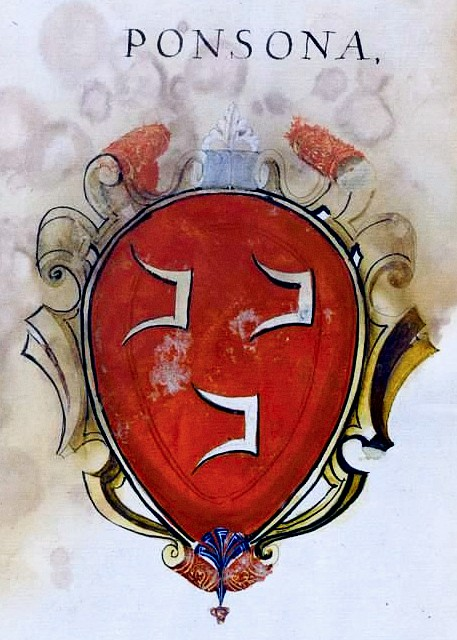
Araldica dei Ponzone di Genova nel Stemmario Genovese del Duca di Baviera (1550). Bayerische Staatsbibliothek.

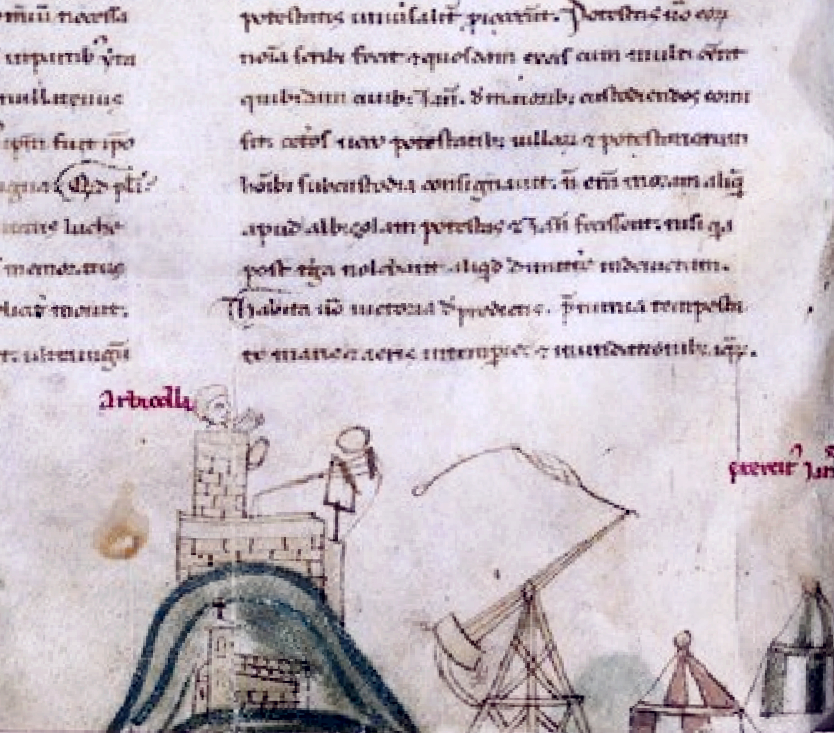
L'assedio genovese del Castellaro di Albisola (1227). Annales Ianuenses.

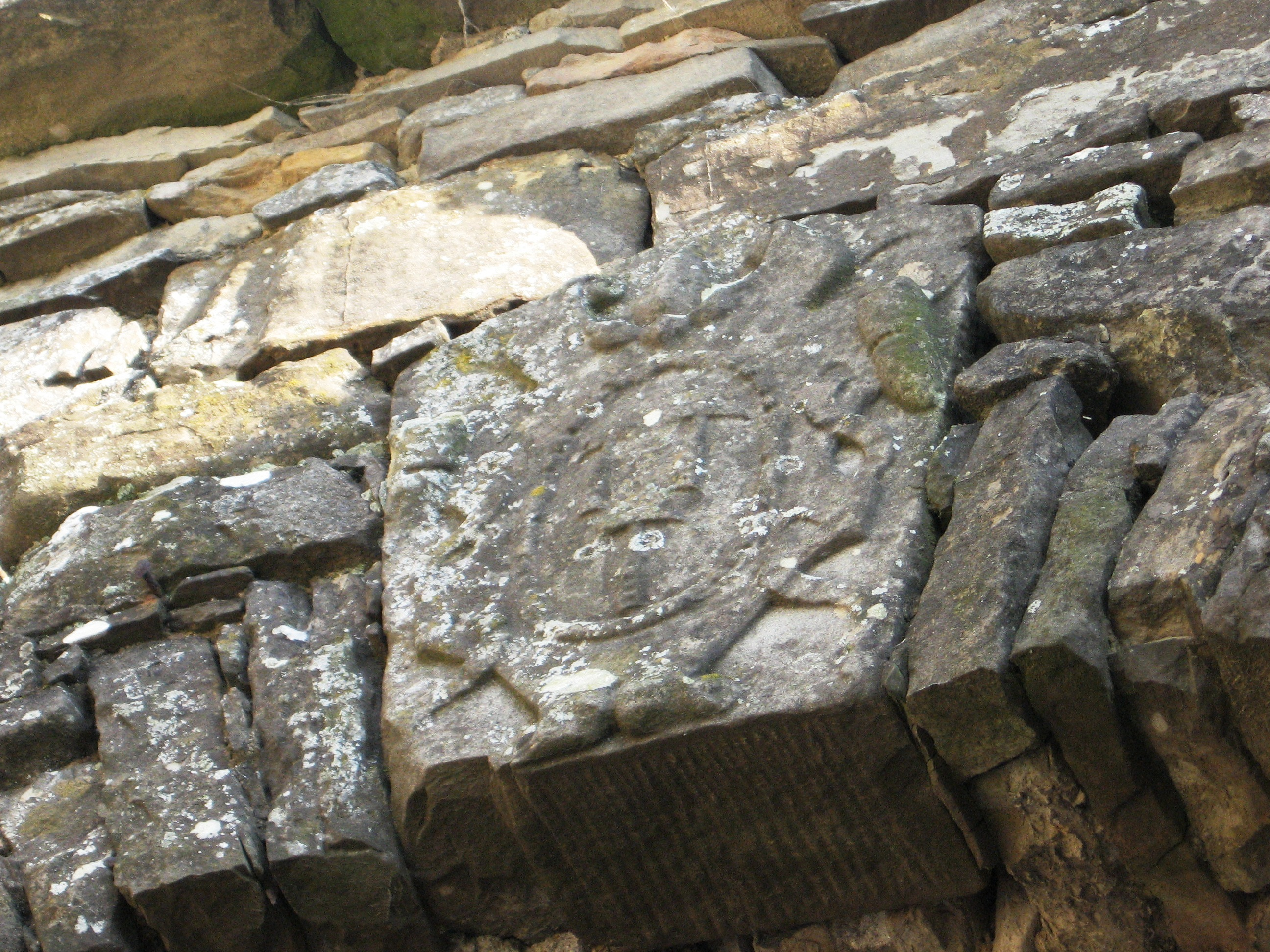
Stemma dei conti Ponzone di Gorrino al castello di Gorrino (Provincia di Cuneo). XVII secolo.

Il Marchesato di Ponzone fu una frazione amministrativa della Marca Aleramica nel Sacro Romano Impero, fondata nel XII secolo da Aleramo II, figlio secondogenito di Ugo II degli Aleramici, primo marchese del Bosco. Il territorio si estendeva su parte di Ponzone, Sassello, Spigno, Albissola e Varazze, in condivisione con altri rami della schiatta. 
Nelle guerre comunali i marchesi di Ponzone furono costretti a cedere i loro domini ai liberi comuni di Savona e di Genova, sebbene mantenendo alcuni modesti diritti in qualità di feudatari della Repubblica di Genova fino al 1290. Infine il marchesato fu compresso tra i domini della Repubblica, smembrato ed concesso in feudo ad importanti famiglie genovesi (Malocelli, Doria, ecc), nonché il feudo di Spigno concesso agli Aleramici del Carretto. 
Un ramo degli antichi marchesi fu inserito nel patriziato genovese come parte dell'albergo dei Pinelli, mentre un altro ottenne l'investitura del feudo di Gorrino (Provincia di Cuneo) dal comune d'Asti, ed un terzo del feudo di Denice dagli Scarampi.

## Fondazione del marchesato di Ponzone
Secondo la legge salica seguita dagli Aleramici, tutti i maschi della schiatta condividevano la sovranità sulla Marca Aleramica nonostante la frazione amministrativa del territorio in numerosi corti affidate a ciascuno di loro. L'usufrutto del territorio affidato fu anche condiviso in diverse quote attribuite ad esponenti di diversi rami della casata, assicurando così l'integrità della marca originale.
Il marchesato di Ponzone nacque dalla divisione amministrativa tra tre dei quattro figli maschi di Ugo II degli Aleramici, primo marchese del Bosco ed Agnese d'Este. Il primogenito Anselmo IV, riceve il nucleo del patrimonio paterno (Bosco, Ovada, Ussecio-Belforte, Pareto, Mioglia, Monteacuto, Rossiglione, e la metà di Stella, Celle e Varazze). A Guelfo I li venne attribuita l'integrità delle due Albissole (Albissola Marina e Albisola Superiore). Ad Aleramo II, primo detto di Ponzone, li corrisponde il territorio di Ponzone, Spigno, Sassello, e l'altra metà di Stella, Celle e Varazze (in condivisione col fratello Anselmo IV). L'altro fratello, il vescovo Azzo del Bosco, non partecipa alla divisione a causa del suo stato clericale. Alla morte senza eredi maschi di Guelfo I, le due Albissole furono anche condivise tra i successivi marchesi di Ponzone e quelli di Varazze (eredi del cugino Guglielmo "Pixalora", secondogenito di Anselmo IV del Bosco).

## Guerre comunali
La nascita del marchesato di Ponzone all'ascesa dell'età comunale determina la breve vita dell'autonomia giuridica del territorio. La prima attestazione documentale risale all'attribuzione d'alcuni quote dei feudi di Bosco ("fundo Boschi"), Campale ("fundo Campale") e di Varazze ("fundo Varagie") al marchese Aleramo II, insieme al suo nipote Guglielmo "Pixalora" ("ex una parte Aledramus Marchio, ex alia parte Vermus") nella donazione effettuata dal fratello Anselmo IV a favore dell'abbazia cistercense di Tiglieto nell'anno 1131. Nel 1135 lo stesso Aleramo dovette giurare l'abitacolo e la cittadinanza genovese (“ego Aledramis Marchio, vero civis Ianuae et habitator Ianuae”), assicurando l'ipotetica cessione dei suoi diritti feudali al comune di Genova in caso che i consoli così lo richiedano (“omnia vero mea castella dabo comuni Ianue...si consules de comuni Ianue mihi dixerint”). In questo documento il marchese affermava la possessione d'un ampio territorio compresso tra le montagne e il mare a lui attribuito dopo la morte della sua madre Agnese d'Este ("quos post mortem matris mee habuero a iuvo usque ad mare”), nonchè la sua parte di Varazze già attribuita nel 1131, la quale s'impegna a non cedere a nessuno senza il permesso dei consoli di Genova (“Varaçinim non dabo nec obligabo nec in feudum ponam nec vendam nec tradam nec ullo contractu tribuam ulli persone nisi per parabolam maioris partis consulum de comuni Ianue”).
Nel 1186 i marchesi Enrico, Giacomo e Ponzio di Ponzone, nipoti di Aleramo II, giurano la compagna savonese impegnandosi a difenderla da i suoi possibili nemici salvo dall'imperatore e da Genova, con cui avevano precedente patti d'alleanza ("excepto domino imperatore et communi Ianue"), e a far giurare i loro uomini di Ponzone, Spigno, Sassello, Varazze, Celle e Albissola questa stessa fedeltà ai consoli di Savona ("et facere iurare nostros homines de Ponzono, de Spigno, de Saxello, de Varazino, de Cellis et de Albuzola ordinatione consulatus Saone").  Nel giuramento della stessa compagna savonese fatto da Guglielmo di Ceva nel 1188, il marchese si impegnò ad accettare l'intervento dei consoli di Savona in qualsiasi controversia che avesse potuto avere con i cugini marchesi del Bosco e di Ponzone, ritenute antichi cittadini savonesi (“...marchiones de Bosco et de Ponzono qui sunt vestri cives…”).  Negli anni successivi, il comune di Savona li riscattò da diversi debiti nei confronti del monastero cistercense di Santa Maria di Latronorio, sul quale avevano ipotecato i loro diritti su Varazze. Nel 1209 vendono al comune di Savona la loro parte di Albissola ("...communis Saone recipienti, de tercia parte tocius castri et ville et curie sive pertinencium Albuzole..."), e nel 1214 quelli appartenenti a Ponzio di Ponzone a Varazze, salvo la gabella della sale e il pedaggio sul bestiame ("...omnes redditus et iura et raciones ipsius domini Poncii que habet in Varagino, excepta dieta gabella et dicto pedagio...").
Tutti questi località furono conquistate da Genova in diversi scontri tra il 1221 e 1251.

## Permuta di Spigno e Ponzone
Il 4 giugno 1257 nel chiostro dell'abbazia di san Quintino di Spigno i pronipoti di Aleramo II di Ponzone si dividono i feudi. Ponzone diventa feudo esclusivo di Alberto, figlio di Ponzio (a sua volta figlio di Ugo, nipote di Aleramo II). Ai suoi cugini, Emanuele col figlio Leone e Giacomo col figlio Giacomino e il nipote Tommaso resta Spigno col suo distretto. Mentre la quota di Emanuele e Leone (un terzo) ritornerà in possesso dei discendenti di Alberto di Ponzone. I restanti due terzi saranno venduti il 3 febbraio 1300 ad Alberto del Carretto, del ramo di Dego-Cairo, ponendo le premesse per la costituzione del marchesato di Spigno.

## Sottomissione a Genova e inscrizione al patriziato
Il 22 novembre 1290 i nipoti di Alberto, Enrichetto del fu Bonifacio e Manfredino del fu Corrado, donano al comune di Genova i loro diritti sul castello, borgo, villa, distretto e territorio di Ponzone e sulla terza parte del castello, borgo, villa, distretto e territorio di Spigno, nonché sulla terza parte dei castelli di Rocchetta e Merana, riottenendoli in feudo.
Alla fondazione della Repubblica di Genova, i Ponzone erano parte del albergo dei Pinelli. Furono inscritti nel Libro d'Oro della Nobiltà Genovese fino al XVII secolo.
La genealogia dei marchesi di Ponzone è trattata dettagliatamente nella memoria di Romeo Pavoni.

## Tavola genealogica dei marchesi di Ponzone
|                                       |                                       |             |              |              |              |                                                       |                                                       |                                             |                                             |                        |                      |                    |                    |                   |                     |                     |                  |                         |                         |                      |                      |                      | |              |              |                      |                      |                                                 |                                                 |                      |                      |                       |                       |                       |                   |                                              |                                              |
|                                       |                                       |             |              |              |              |                                                       |                                                       |                                             |                                             |                        |                      |                    |                    |                   |                     |                     |                  |                         |                         |                      |                      |                      | · Marchesi · del Monferrato · - Aleramici - · Aleramo I · Marchese di Ponzone · *? †? · ⚭ Alassia · *? †? |              |              |                      |                      |                                                 |                                                 |                      |                      |                       |                       |                       |                   |                                              |                                              |
|                                       |                                       |             |              |              |              |                                                       |                                                       |                                             |                                             |                        |                      |                    |                    |                   |                     |                     |                  |                         |                         |                      |                      |                      | |              |              |                      |                      |                                                 |                                                 |                      |                      |                       |                       |                       |                   |                                              |                                              |
|                                       |                                       |             |              |              |              |                                                       |                                                       |                                             |                                             |                        |                      |                    |                    |                   |                     |                     |                  |                         |                         |                      |                      |                      | |              |              |                      |                      |                                                 |                                                 |                      |                      |                       |                       |                       |                   |                                              |                                              |
|                                       |                                       |             |              |              |              |                                                       |                                                       |                                             |                                             |                        |                      |                    | Ugo fl. 1178–1192  | Ugo fl. 1178–1192 |                     |                     |                  |                         | Enrico *? †?            | Enrico *? †?         |                      |                      | |              |              | Pietro *? †?         | Pietro *? †?         |                                                 |                                                 |                      |                      |                       | Giacomo *? †ante 1192 | Giacomo *? †ante 1192 |                   |                                              |                                              |
|                                       |                                       |             |              |              |              |                                                       |                                                       |                                             |                                             |                        |                      |                    |                    |                   |                     |                     |                  |                         |                         |                      |                      |                      | |              |              |                      |                      |                                                 |                                                 |                      |                      |                       |                       |                       |                   |                                              |                                              |
|                                       |                                       |             |              |              |              |                                                       |                                                       |                                             |                                             |                        |                      |                    |                    |                   |                     |                     |                  |                         |                         |                      |                      |                      | |              |              |                      |                      |                                                 |                                                 |                      |                      |                       |                       |                       |                   |                                              |                                              |
|                                       |                                       |             |              |              |              | Enrico fl. 1192–1212 ⚭ Isabella del Carretto *? †1191 | Enrico fl. 1192–1212 ⚭ Isabella del Carretto *? †1191 |                                             |                                             |                        |                      |                    |                    |                   |                     |                     |                  |                         |                         |                      | Ponzio fl. 1192–1210 | Ponzio fl. 1192–1210 | |              |              |                      |                      |                                                 |                                                 |                      | Pietro fl. 1210–1225 | Pietro fl. 1210–1225  |                       |                       |                   | Ugo fl. 1250–1268 ⚭ Agnese de Bricheri *? †? | Ugo fl. 1250–1268 ⚭ Agnese de Bricheri *? †? |
|                                       |                                       |             |              |              |              |                                                       |                                                       |                                             |                                             |                        |                      |                    |                    |                   |                     |                     |                  |                         |                         |                      |                      |                      | |              |              |                      |                      |                                                 |                                                 |                      |                      |                       |                       |                       |                   |                                              |                                              |
|                                       |                                       |             |              |              |              |                                                       |                                                       |                                             |                                             |                        |                      |                    |                    |                   |                     |                     |                  |                         |                         |                      |                      |                      | |              |              |                      |                      |                                                 |                                                 |                      |                      |                       |                       |                       |                   |                                              |                                              |
|                                       |                                       |             | Enrico *? †? | Enrico *? †? |              |                                                       |                                                       |                                             | Emanuele *? †post 1257                      | Emanuele *? †post 1257 |                      |                    |                    |                   |                     |                     |                  |                         |                         | Alberto viv. 1257    | Alberto viv. 1257    | Guglielmo viv. 1277  | Guglielmo viv. 1277                                                                                       |              |              |                      |                      | Tommaso viv. 1223                               | Tommaso viv. 1223                               | Enrico *? †ante 1257 | Enrico *? †ante 1257 |                       |                       | Giacomo viv. 1235     | Giacomo viv. 1235 | Giacomo *? †?                                | Giacomo *? †?                                |
|                                       |                                       |             |              |              |              |                                                       |                                                       |                                             |                                             |                        |                      |                    |                    |                   |                     |                     |                  |                         |                         |                      |                      |                      | |              |              |                      |                      |                                                 |                                                 |                      |                      |                       |                       |                       |                   |                                              |                                              |
|                                       |                                       |             |              |              |              |                                                       |                                                       |                                             |                                             |                        |                      |                    |                    |                   |                     |                     |                  |                         |                         |                      |                      |                      | |              |              |                      |                      |                                                 |                                                 |                      |                      |                       |                       |                       |                   |                                              |                                              |
| Manfredo *? †? ⚭ Porpora N. viv. 1223 | Manfredo *? †? ⚭ Porpora N. viv. 1223 | Guido *? †? | Guido *? †?  | Agnese *? †? | Agnese *? †? | Guglielmo *? †? ⚭ Sofia N. viv. 1223                  | Guglielmo *? †? ⚭ Sofia N. viv. 1223                  | Leone viv. 1257 ⚭ Guerriera del Bosco *? †? | Leone viv. 1257 ⚭ Guerriera del Bosco *? †? | Enrico *? †ante 1297   | Enrico *? †ante 1297 |                    |                    |                   | Bonifacio viv. 1278 | Bonifacio viv. 1278 |                  |                         |                         |                      |                      |                      | |              |              | Corrado viv. 1257    | Corrado viv. 1257    | Giacomo *? †?                                   | Giacomo *? †?                                   |                      |                      | Tommaso *? †post 1290 | Tommaso *? †post 1290 | Pietro *? †?          | Pietro *? †?      |                                              |                                              |
|                                       |                                       |             |              |              |              |                                                       |                                                       |                                             |                                             |                        |                      |                    |                    |                   |                     |                     |                  |                         |                         |                      |                      |                      | |              |              |                      |                      |                                                 |                                                 |                      |                      |                       |                       |                       |                   |                                              |                                              |
|                                       |                                       |             |              |              |              |                                                       |                                                       |                                             |                                             |                        |                      |                    |                    |                   |                     |                     |                  |                         |                         |                      |                      |                      | |              |              |                      |                      |                                                 |                                                 |                      |                      |                       |                       |                       |                   |                                              |                                              |
|                                       |                                       |             |              |              |              |                                                       |                                                       | Emanuele *? †?                              | Emanuele *? †?                              | Alberto viv. 1313      | Alberto viv. 1313    |                    |                    |                   |                     |                     |                  | Enrichetto viv. 1332    | Enrichetto viv. 1332    | Jacopo *? †?         | Jacopo *? †?         |                      | |              |              | Manfredino viv. 1332 | Manfredino viv. 1332 | Isotta *? †ante 1317 ⚭ Oberto Doria *1229 †1306 | Isotta *? †ante 1317 ⚭ Oberto Doria *1229 †1306 | Teodoro viv. 1347    | Teodoro viv. 1347    | Raimondino viv. 1333  | Raimondino viv. 1333  | Ottone viv. 1342      | Ottone viv. 1342  |                                              |                                              |
|                                       |                                       |             |              |              |              |                                                       |                                                       |                                             |                                             |                        |                      |                    |                    |                   |                     |                     |                  |                         |                         |                      |                      |                      | |              |              |                      |                      |                                                 |                                                 |                      |                      |                       |                       |                       |                   |                                              |                                              |
|                                       |                                       |             |              |              |              |                                                       |                                                       |                                             |                                             |                        |                      |                    |                    |                   |                     |                     |                  |                         |                         |                      |                      |                      | |              |              |                      |                      |                                                 |                                                 |                      |                      |                       |                       |                       |                   |                                              |                                              |
|                                       |                                       |             |              |              |              |                                                       |                                                       |                                             |                                             | Federico viv. 1327     | Federico viv. 1327   | Manfredo viv. 1310 | Manfredo viv. 1310 | Berolo viv. 1334  | Berolo viv. 1334    | Pietro *? †?        | Pietro *? †?     | Bonifacio *? †ante 1384 | Bonifacio *? †ante 1384 | Giovanni *? †?       | Giovanni *? †?       | Alberto *? †?        | Alberto *? †?                                                                                             | Guiore *? †? | Guiore *? †? | Corradino viv. 1310  | Corradino viv. 1310  |                                                 |                                                 |                      |                      | Lodovico viv. 1365    | Lodovico viv. 1365    |                       |                   |                                              |                                              |
|                                       |                                       |             |              |              |              |                                                       |                                                       |                                             |                                             |                        |                      |                    |                    |                   |                     |                     |                  |                         |                         |                      |                      |                      | |              |              |                      |                      |                                                 |                                                 |                      |                      |                       |                       |                       |                   |                                              |                                              |
|                                       |                                       |             |              |              |              |                                                       |                                                       |                                             |                                             |                        |                      |                    |                    |                   |                     |                     |                  |                         |                         |                      |                      |                      | |              |              |                      |                      |                                                 |                                                 |                      |                      |                       |                       |                       |                   |                                              |                                              |
|                                       |                                       |             |              |              |              |                                                       |                                                       |                                             |                                             |                        | Pagano *? †?         | Pagano *? †?       | Giovanni *? †?     | Giovanni *? †?    |                     |                     | Ponzio viv. 1384 | Ponzio viv. 1384        | Guieto *? †ante 1384    | Guieto *? †ante 1384 |                      |                      | |              |              |                      |                      |                                                 |                                                 |                      |                      |                       |                       |                       |                   |                                              |                                              |
|                                       |                                       |             |              |              |              |                                                       |                                                       |                                             |                                             |                        |                      |                    |                    |                   |                     |                     |                  |                         |                         |                      |                      |                      | |              |              |                      |                      |                                                 |                                                 |                      |                      |                       |                       |                       |                   |                                              |                                              |
|                                       |                                       |             |              |              |              |                                                       |                                                       |                                             |                                             |                        |                      |                    |                    |                   |                     |                     |                  |                         |                         |                      |                      |                      | |              |              |                      |                      |                                                 |                                                 |                      |                      |                       |                       |                       |                   |                                              |                                              |
|                                       |                                       |             |              |              |              |                                                       |                                                       |                                             |                                             |                        | Corrado viv. 1356    |                    |                    |                   |                     |                     |                  |                         |                         |                      |                      |                      | |              |              |                      |                      |                                                 |                                                 |                      |                      |                       |                       |                       |                   |                                              |                                              |